# Tipo 56
El Tipo 56 (en chino, 56式突击步枪; literalmente: "Fusil de asalto, modelo de 1956") también conocido como AK-56, es un fusil de asalto hecho en China desde 1956. Es la versión china del AK-47 soviético, del cual se distingue por tener una bayoneta plegable incorporada. Sus cargadores de aluminio y plástico pueden encajar tanto en el AK como en el Rk 62 finlandés.

## Historia
Durante el período posterior a la Segunda Guerra Mundial, la República Popular China recientemente establecida era un “amigo cercano” de la Unión Soviética, así que era natural que el gigante asiático - mucho menos avanzado - adoptara las armas de un aliado más avanzado. En 1956, el ejército chino adoptó dos diseños militares soviéticos, los cuales llevan el mismo nombre Tipo 56 y disparan el cartucho soviético 7,62x39. Uno era la carabina semiautomática Simonov SKS y el otro era el fusil de asalto Kalashnikov AK-47. Ambas armas fueron fabricadas en grandes cantidades y utilizadas por el Ejército Popular de Liberación (EPL), así como exportadas a diversos países.
El Tipo 56 original era una copia casi exacta del AK-47 soviético, con su cajón de mecanismos mecanizado. Después los diseñadores chinos cambiaron su cajón de mecanismos por el estampado del AKM, bajo la misma designación de Tipo 56. Las únicas diferencias notables eran los marcajes en idioma chino en vez de ruso y la bayoneta puntiaguda plegable incorporada, que sustituyó a la bayoneta desmontable original de origen soviético. 
Durante los inicios de la década de 1980, el EPL adoptó un fusil de asalto nuevo de origen doméstico, conocido como Tipo 81, que reemplazó gradualmente a los fusiles del Tipo 56 en servicio. El Tipo 56 todavía se sigue fabricando por las fábricas chinas estatales en una variedad de versiones para la exportación. La corporación NORINCO también vende las versiones civiles de los fusiles Tipo 56, solamente semiautomáticas y que utilizan diversos cartuchos, incluyendo el 7,62x39 M43 y 5,56x45 OTAN.
Otra nota interesante es que los diseñadores chinos produjeron una versión compacta del Tipo 56, conocida como Tipo 56C. Todavía está al parecer en servicio con el EPL, a pesar de que han retirado a sus “hermanos del mismo tamaño” del servicio general del EPL.

## Descripción
El Tipo 56 es un fusil accionado por los gases del disparo, con cerrojo rotativo y fuego selectivo. El cajón de mecanismo era de acero laminado mecanizado en las primeras versiones. Los últimos modelos, sin embargo, fueron hechos con los cajones de mecanismos estampados de acero, pero conservaron la misma designación. Los cargadores del AK encajan en el Tipo 56 y viceversa. El Tipo 56 tiene los controles del AK-47, con la manija del cerrojo y la palanca de seguro/selectora de fuego del lado derecho del arma. El pistolete, la culata y el guardamano son de madera, y también está disponible una versión compacta con una culata plegable hacia abajo (la designación es el Tipo 56-1). Alternativamente, una versión con la culata plegable hacia el lado derecho se conoce como Tipo 56-2, similar a las que tiene el IMI Galil israelí, el Rk 62 finlandés y el FN FAL belga. La única diferencia visible del AK-47 es una bayoneta fija colocada cerca de la boca del arma, que se pliega debajo del cañón y hacia atrás cuando no se usa. Algunas fuentes dijeron que la calidad de esas armas era peor que la original soviética. Por lo menos un cierto número de fusiles Tipo 56 careció del cromado en el ánima del cañón y en la toma de gases, siendo así mucho menos resistente a la corrosión.

## Modelos

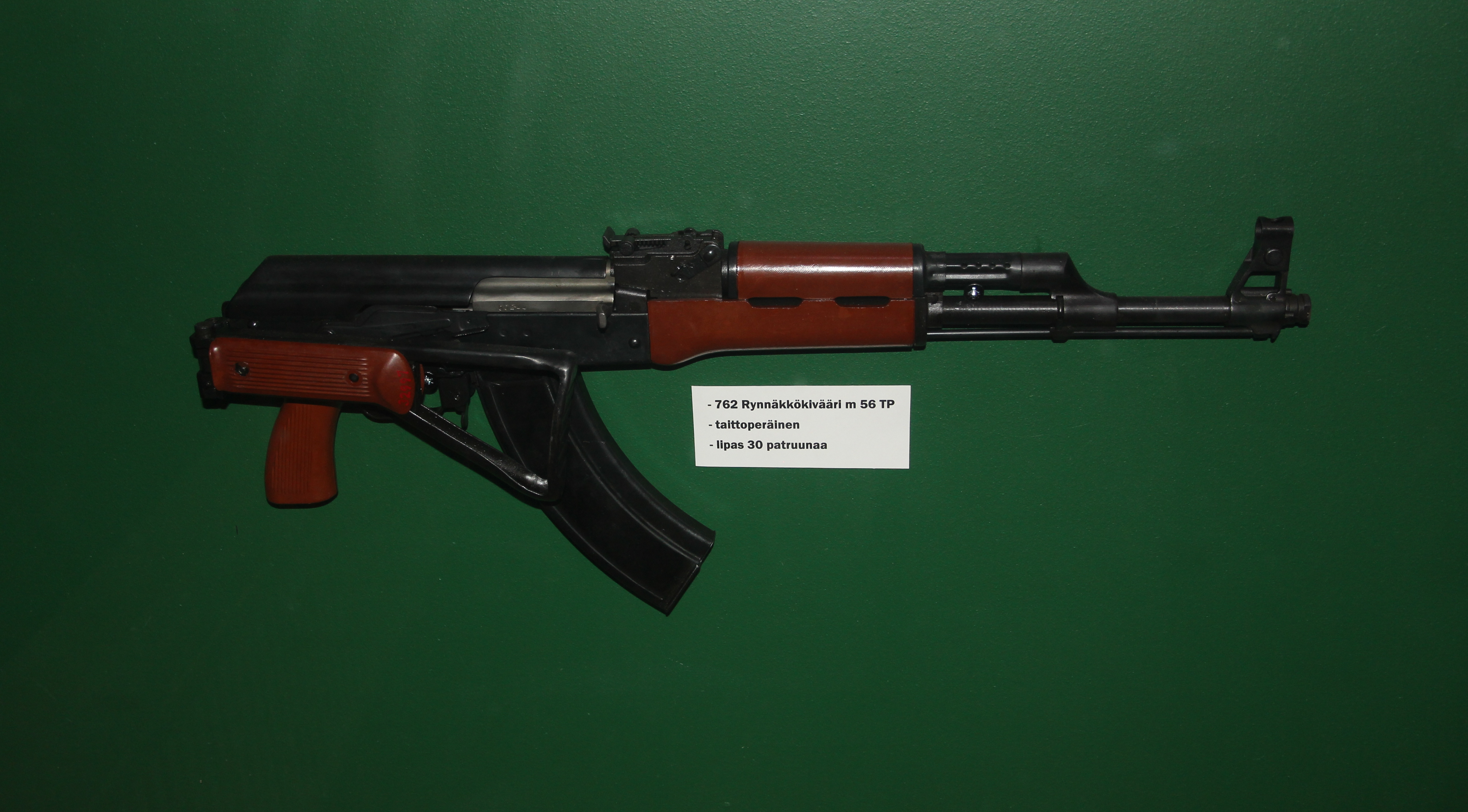
Un Fusil de asalto Tipo 56-2.

- Tipo 56, con culata fija de madera y bayoneta.
- Tipo 56-1, de culata plegable hacia abajo, pistolete recto y bayoneta.
- Tipo 56-1, de culata plegable, pistolete curvo y sin bayoneta.
- Tipo 56-2, de culata plegable hacia la derecha, pistolete curvo y sin bayoneta.
- Tipo 56-1S, de calibre 5,56 mm y culata plegable (versión “civil” para la exportación).
- Tipo 56C (compacto), con culata plegable hacia la derecha y el cargador de 20 balas.
- TUL-1, variante fabricada en Vietnam del Norte, pero con culata de un RPK y miras de cañón de un RPD.[11] El cajón de mecanismos del TUL-1 era delgado, solo 1 mm en comparación con los 1,5 mm de un RPK. También era más pesado y tenía una velocidad de disparo inferior en comparación con el RPK. Sin embargo, la velocidad de disparo y el alcance efectivo del arma fueron mejores que los de un fusil basado en el AK-47.[11] Los TUL-1 se fabricaron entre 1970 y 1974 y finalizaron después de que Vietnam obtuviera los derechos de producción del propio RPK.[12][13] Se sabe que usan cargadores de 30 balas del AK-47 y cargadores ocasionales de 40 balas.[11]

## Historial de combate
Dicha arma se usó en la guerra de Vietnam, junto con los AK-47 y AKM soviéticos por parte de la guerrilla marxista del Vietcong y el Ejército de Vietnam del Norte contra las Fuerzas Armadas de Vietnam del Sur y Estados Unidos entre 1964 y 1975. En la guerra civil de Camboya fue utilizada por los Jémeres Rojos de Pol Pot, entre 1970 y 1980, contra el gobierno de Lon Nol. En la guerra civil de Laos (1962-1975) fue usado por el Pathet Lao, encabezado por Souphanouvong, de 1954 a 1975 contra el gobierno de Souvanna Phouma, derrocando a este último en 1975. También fue empleado en Afganistán por los guerrilleros anticomunistas contra la intervención de la URSS en dicho país; lo usó el Ejército de Irán contra el de Irak en la guerra entre Irán e Irak (1980-1988) y en Nicaragua por los Contras (financiados por Estados Unidos) contra el Ejército Popular Sandinista (EPS) financiado por la URSS y Cuba.
También el EPL lo usó en la masacre de Tiananmen en Pekín el 4 de junio de 1989, en contra de una manifestación popular de estudiantes, opositora al gobierno comunista de China. En los últimos años el gobierno de Sri Lanka lo ha adquirido para combatir contra los rebeldes terroristas tamiles, de la guerrilla Tigres de la Liberación Tamil Eelam (durante la guerra civil de Sri Lanka, 1983-2009), sustituyendo al fusil de asalto alemán Heckler & Koch G3 de calibre 7,62 mm. Recientemente a inicios del 2008 el EPL lo usó en el Tíbet contra los manifestantes proindependentistas, masacrando a varios, que querían separar de China dicha región autónoma.

## Usuarios
- Afganistán
- Albania
- Armenia
- Bangladés
- Benín
- Birmania
- Bolivia
- Bosnia y Herzegovina
- Camboya
- Chad
- China
- Corea del Norte
- Costa de Marfil
- Croacia
- Ecuador
- El Salvador
- Estados Unidos
- Estonia
- Etiopía
- Finlandia
- Gabón
- Guyana
- India
- Indonesia
- Irak[1]
- Irán[1]
- Kenia
- Kosovo
- Kurdistán irakí
- Laos
- Libia
- Madagascar
- Mali
- Malta
- Marruecos
- México
- Nicaragua[14]
- Nigeria
- Pakistán
- Palestina
- República Centroafricana
- República del Congo
- República Democrática del Congo
- Ruanda
- Sierra Leona
- Siria
- Somalia
- Sri Lanka
- Sudán
- Sudán del Sur
- Tailandia
- Tayikistán
- Timor Oriental
- Togo
- Ucrania[3]
- Uganda
- Vietnam
- Yemen proporcionado por Irán a rebeldes hutíes[15]
- Yibuti
- Zimbabue[16]

### Antiguos usuarios
- Vietnam del Norte

## Galería

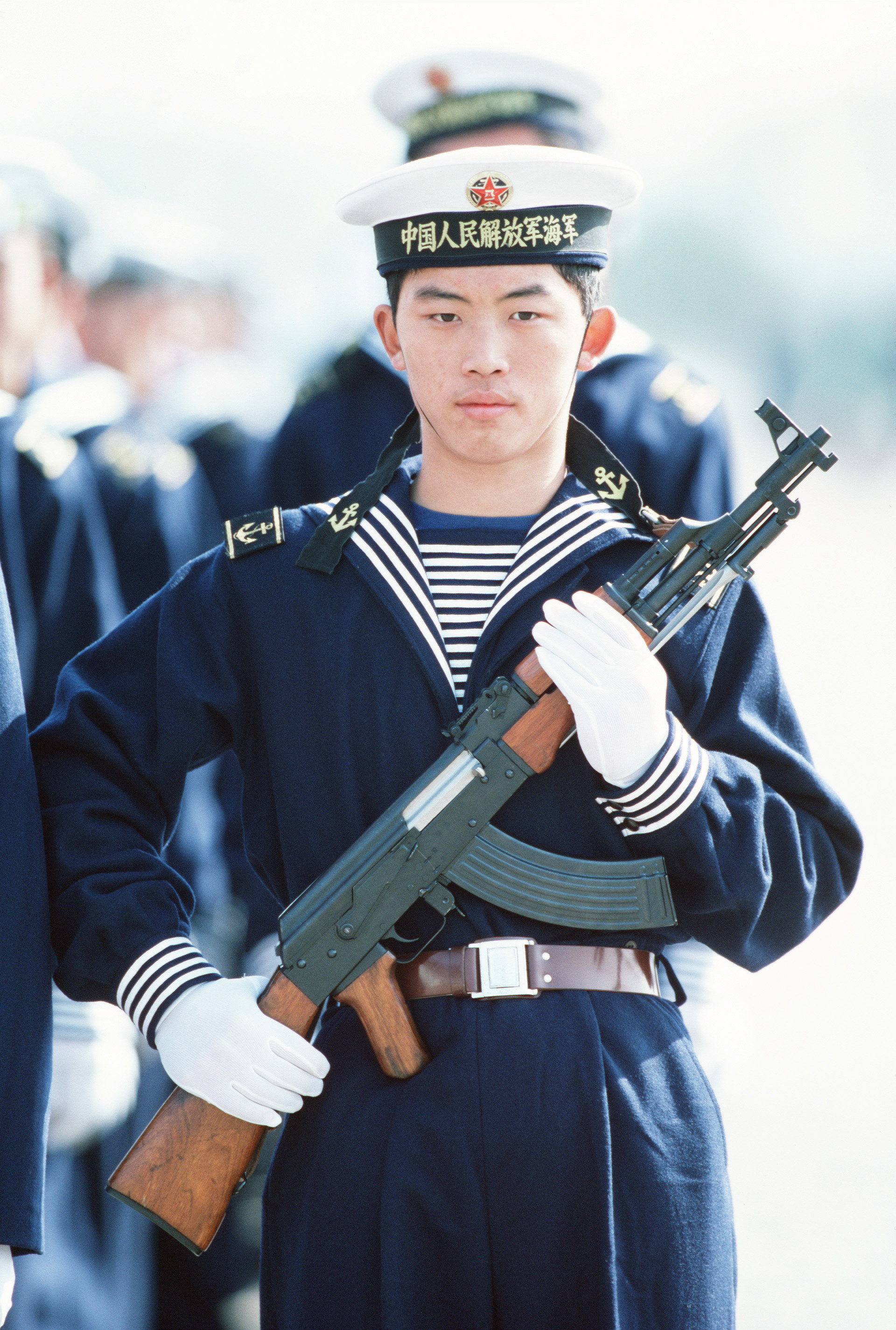
Marinero chino con el Tipo 56.
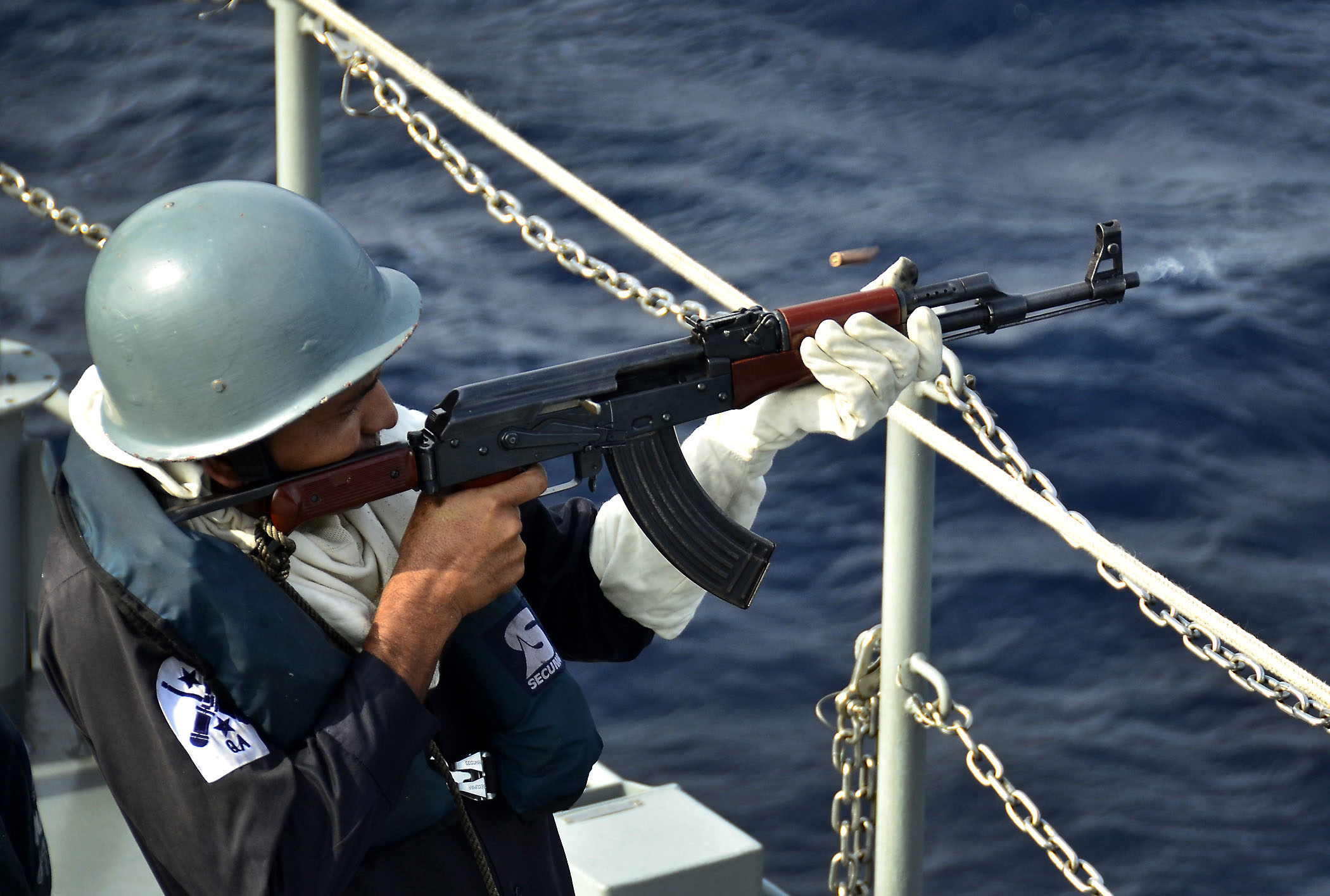
Un infante de marina de Bangladés disparando un Tipo 56-2.
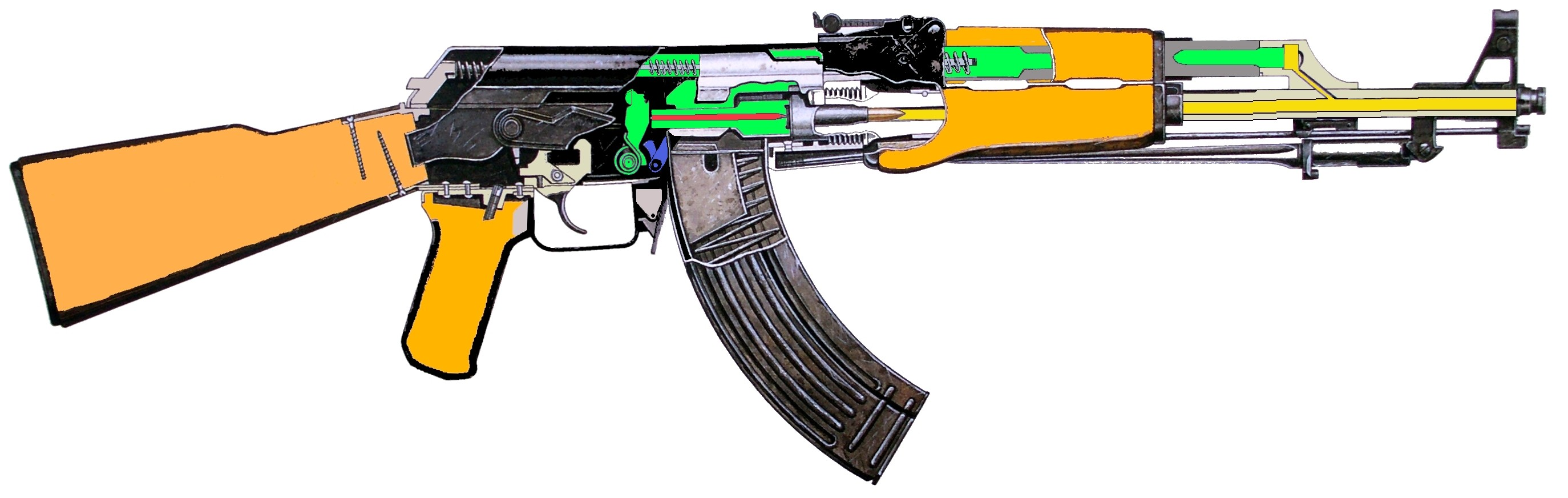
Mecanismo accionado por gas del Tipo 56.
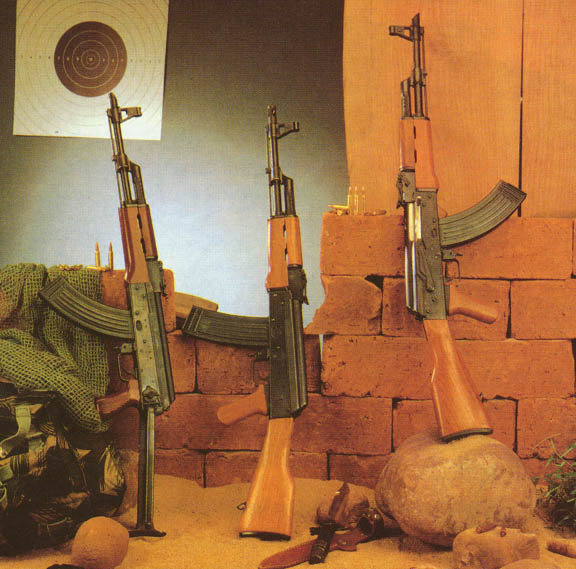
Tipo 56-1, Tipo 84S y Tipo 56
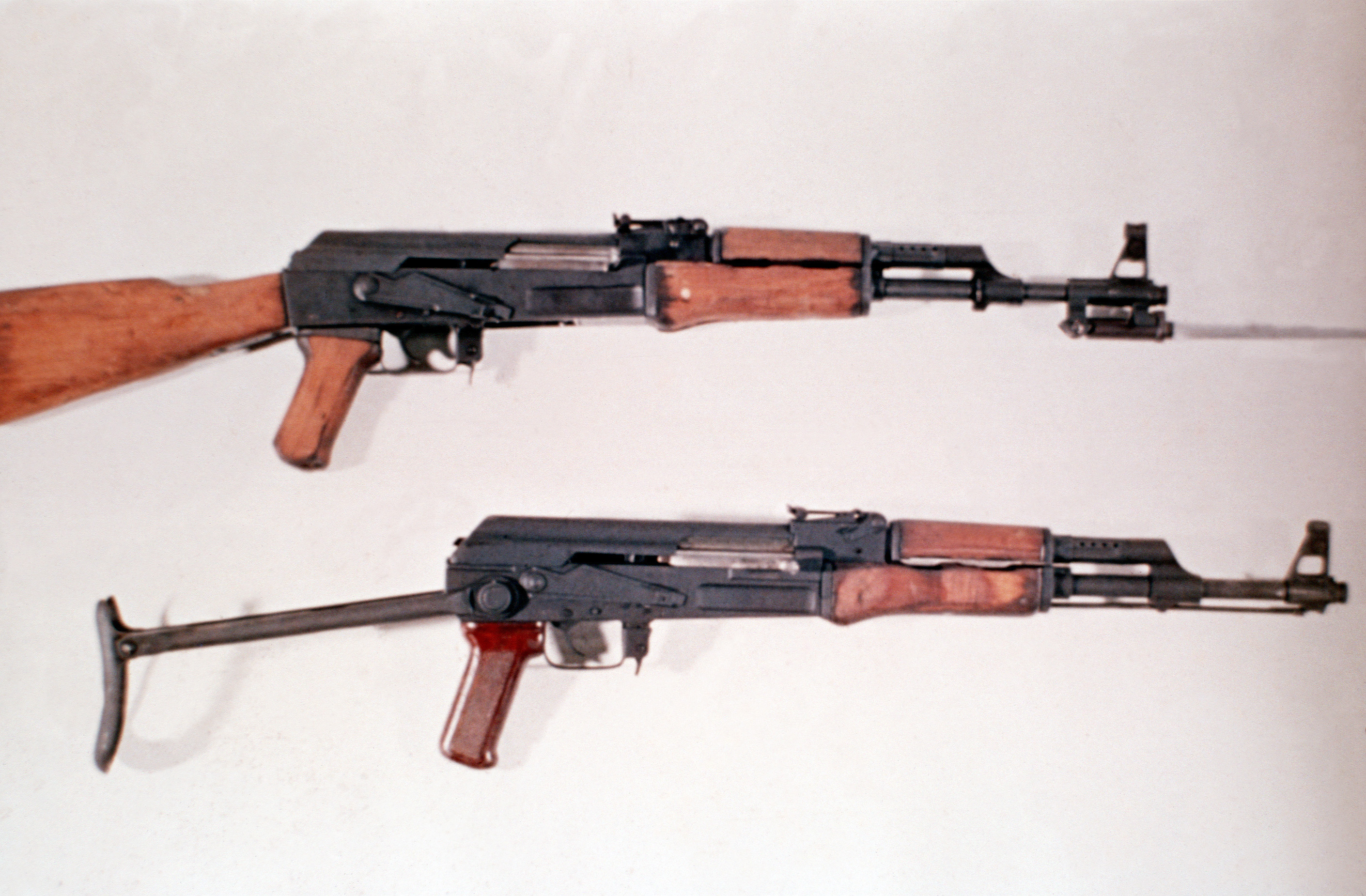
Un fusil de asalto Tipo 56 y un AKMS.